# Paul Kane
Paul Kane (Mallow, Condado de Cork, 3 de septiembre de 1810 - Toronto, Ontario, 20 de febrero de 1871) fue un pintor hiberno-canadiense. Quizás el más famoso de quienes crearon pinturas de las First Nations (indígenas canadienses) localizadas en el oeste de Canadá y de otros en Oregon Country. Kane nació en Mallow, Condado de Cork en Irlanda, pero vivió en Toronto desde joven.

## Galería

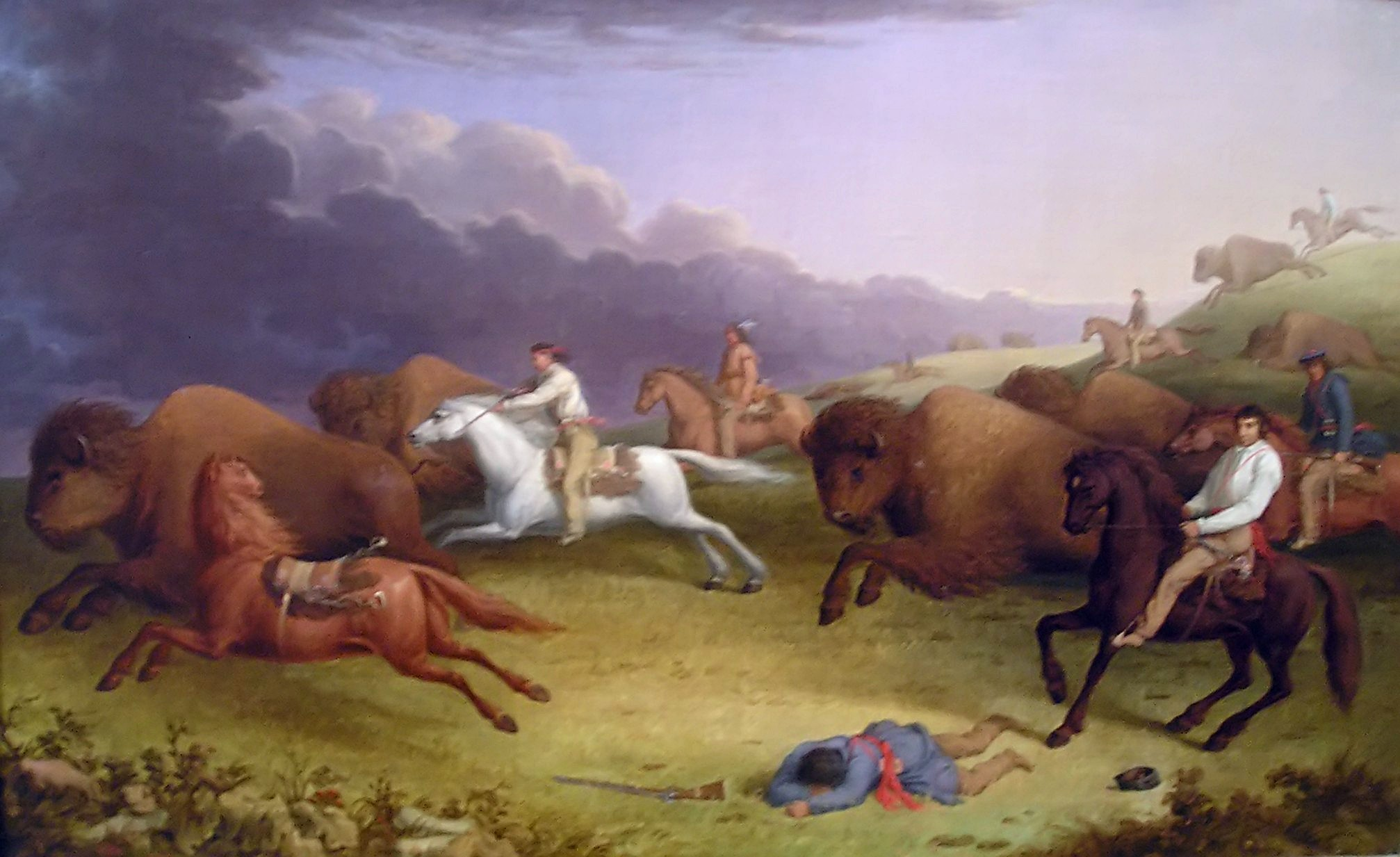
Caza de búfalos (1846)
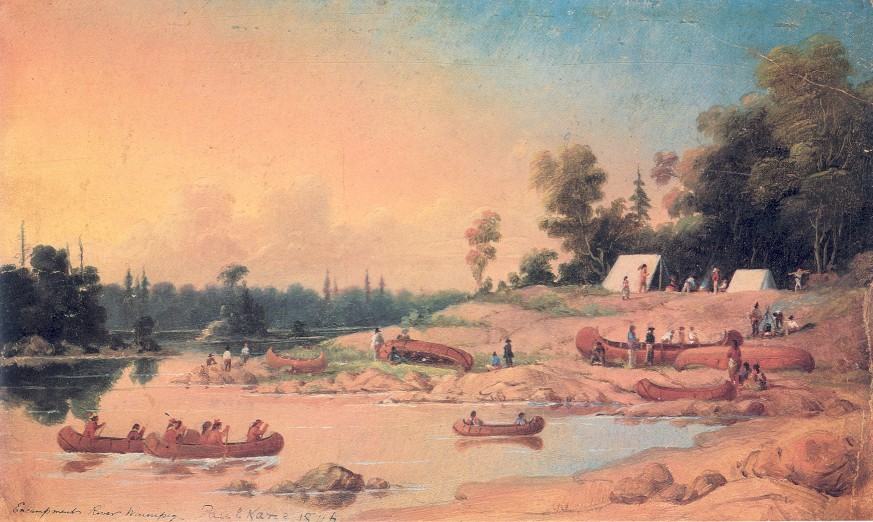
Campamento a orillas del río Winnipeg, Manitoba (1846)
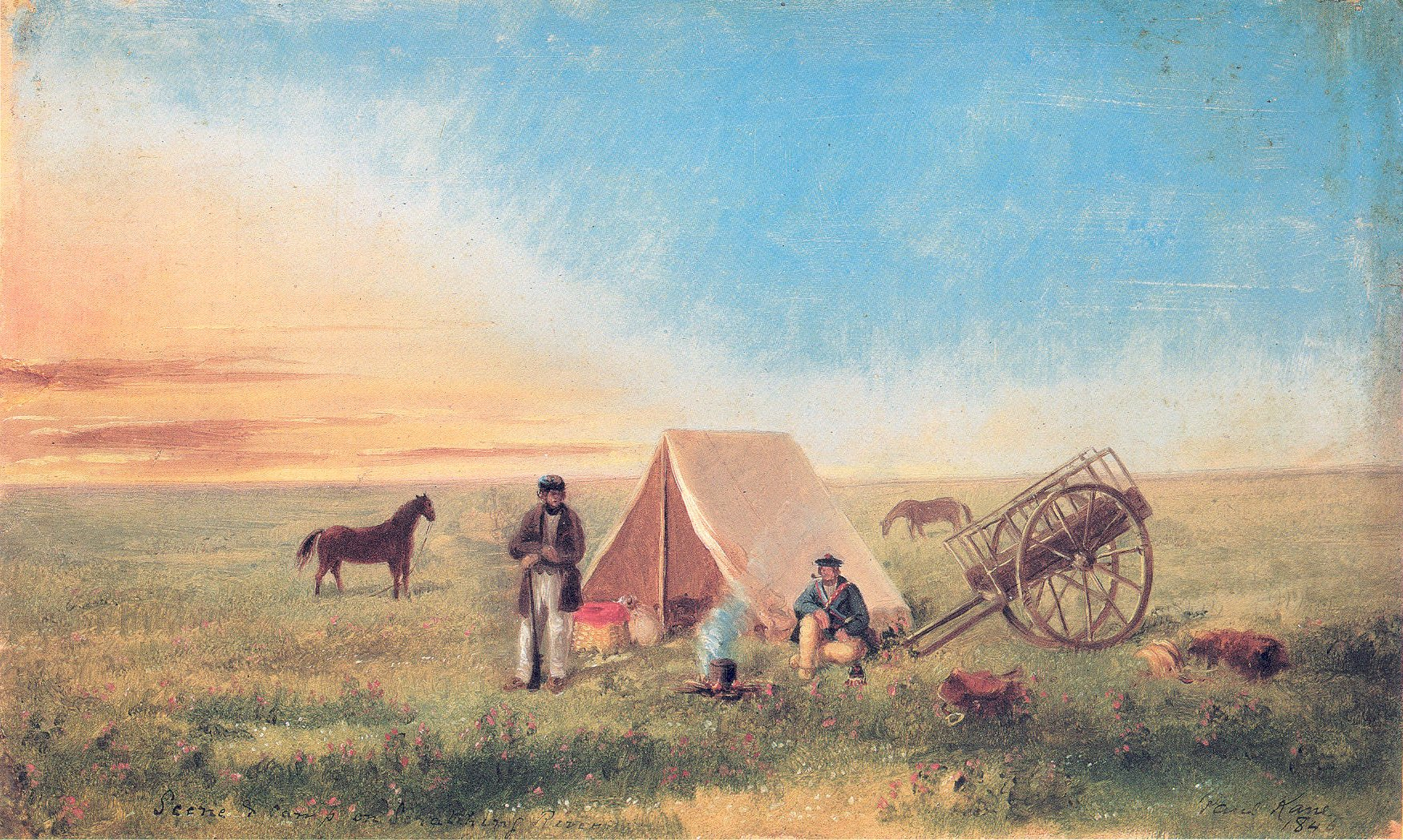
Acampando en la pradera (1846)
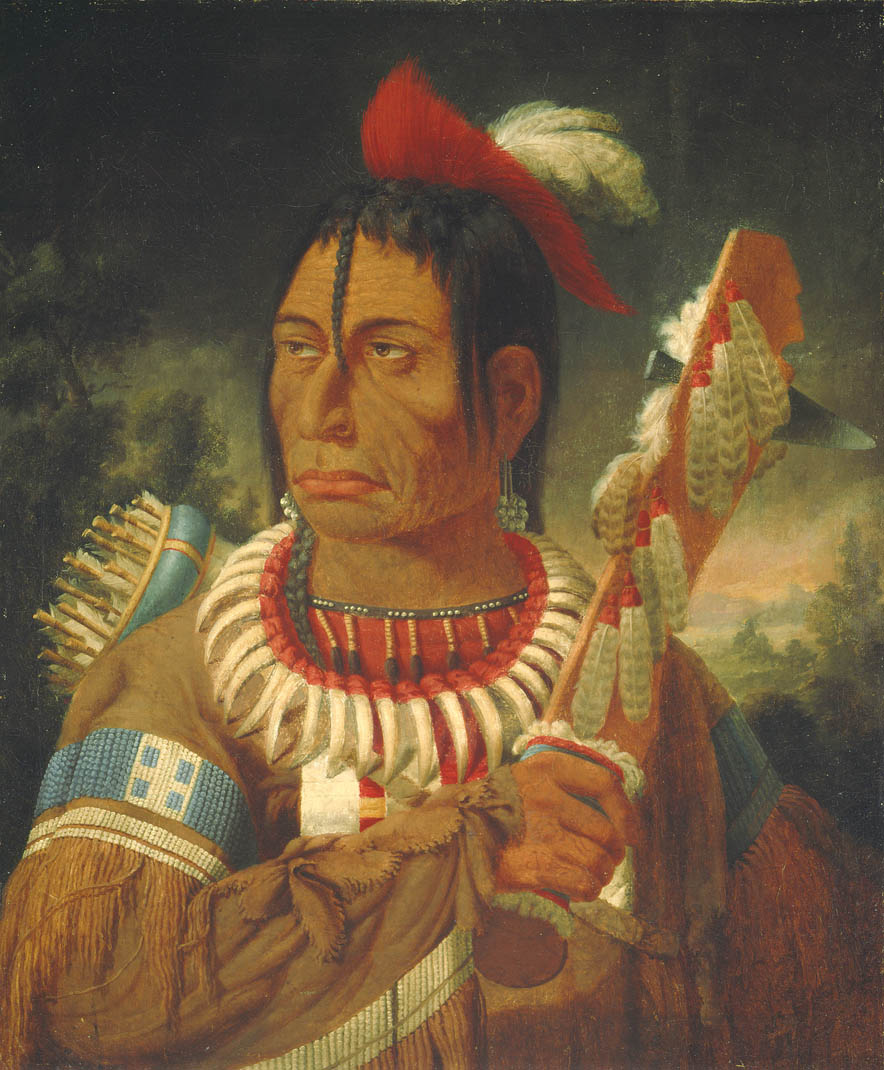
Mah Min (1848)
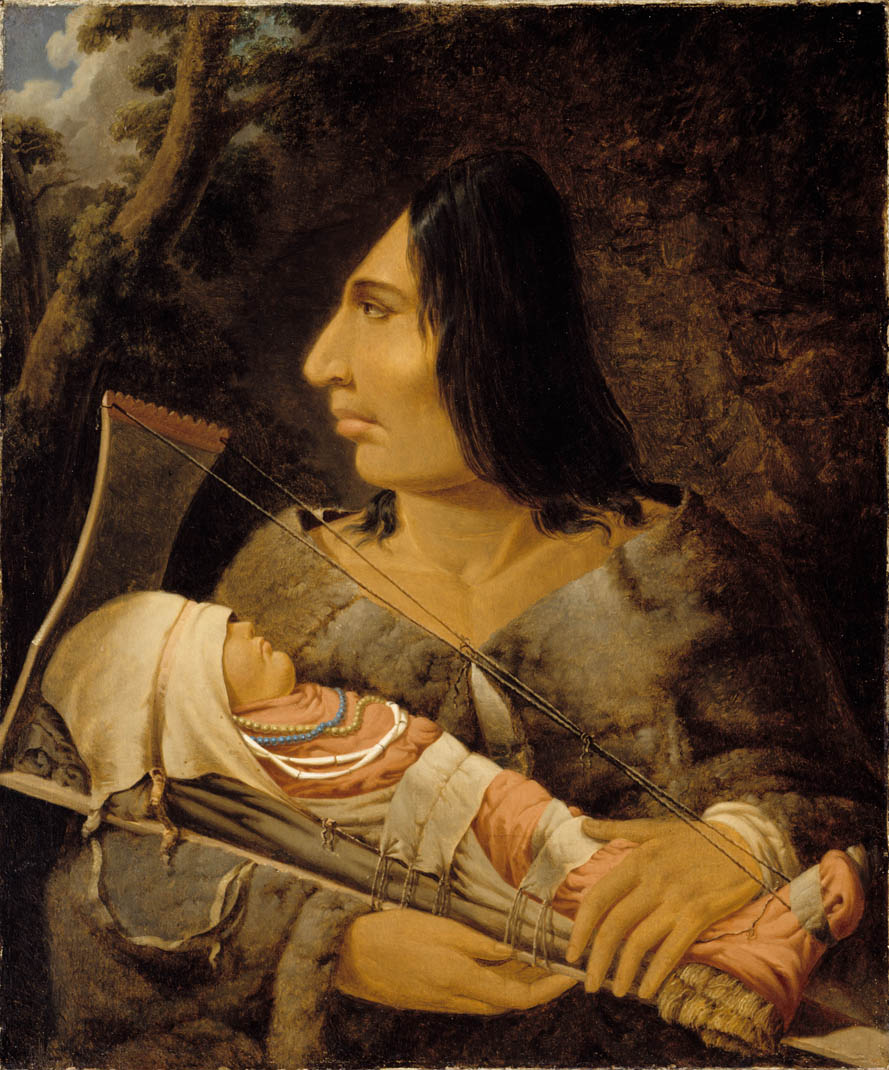
Mujer cabeza plana con su hijo (1848)
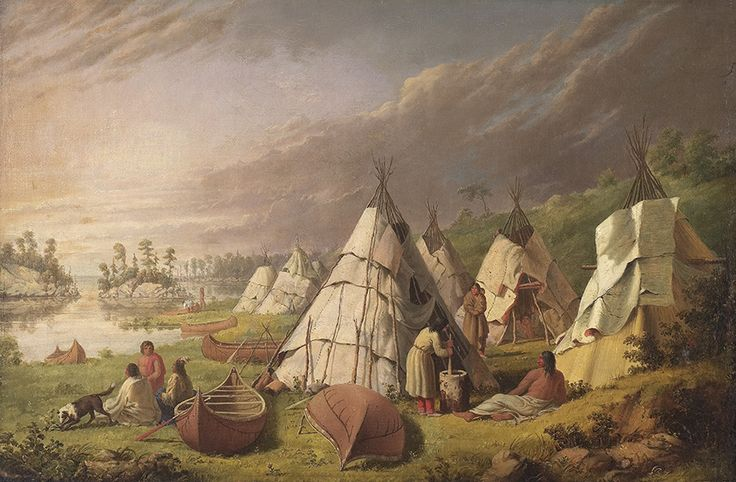
Campamento indio en el lago Hurón (1848)
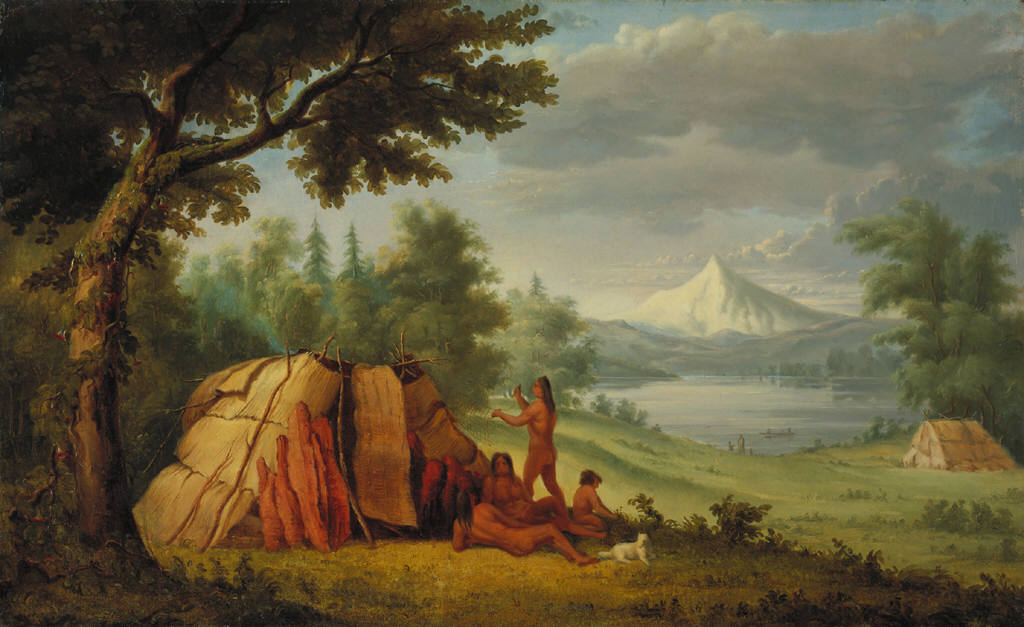
Indios chinook al frente del Monte Hood (c. 1850)
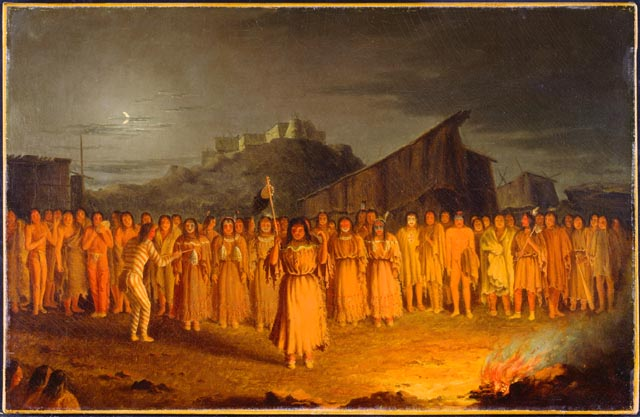
Danza del cuero cabelludo de los chualpays (c. 1850)
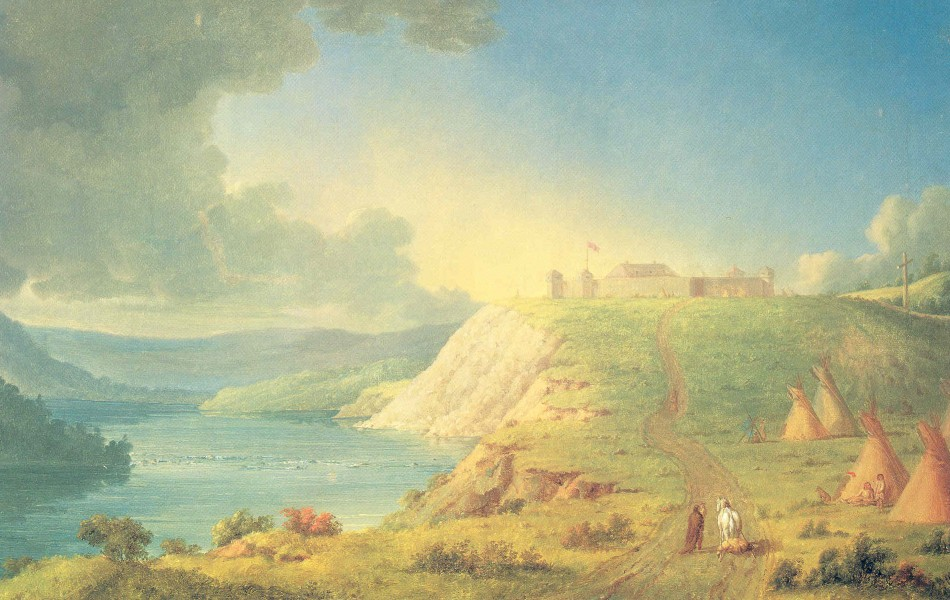
Fuerte Edmonton (c. 1850)
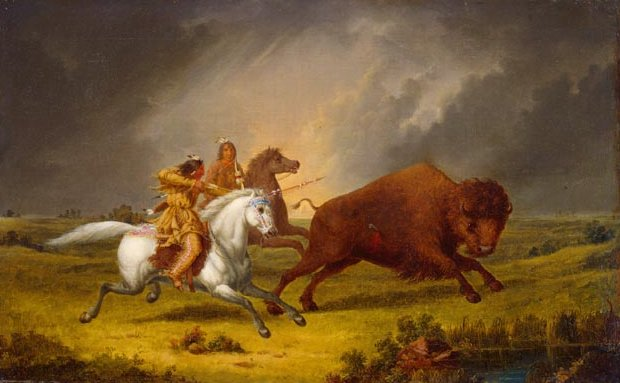
Cazando un búfalo (c. 1850)
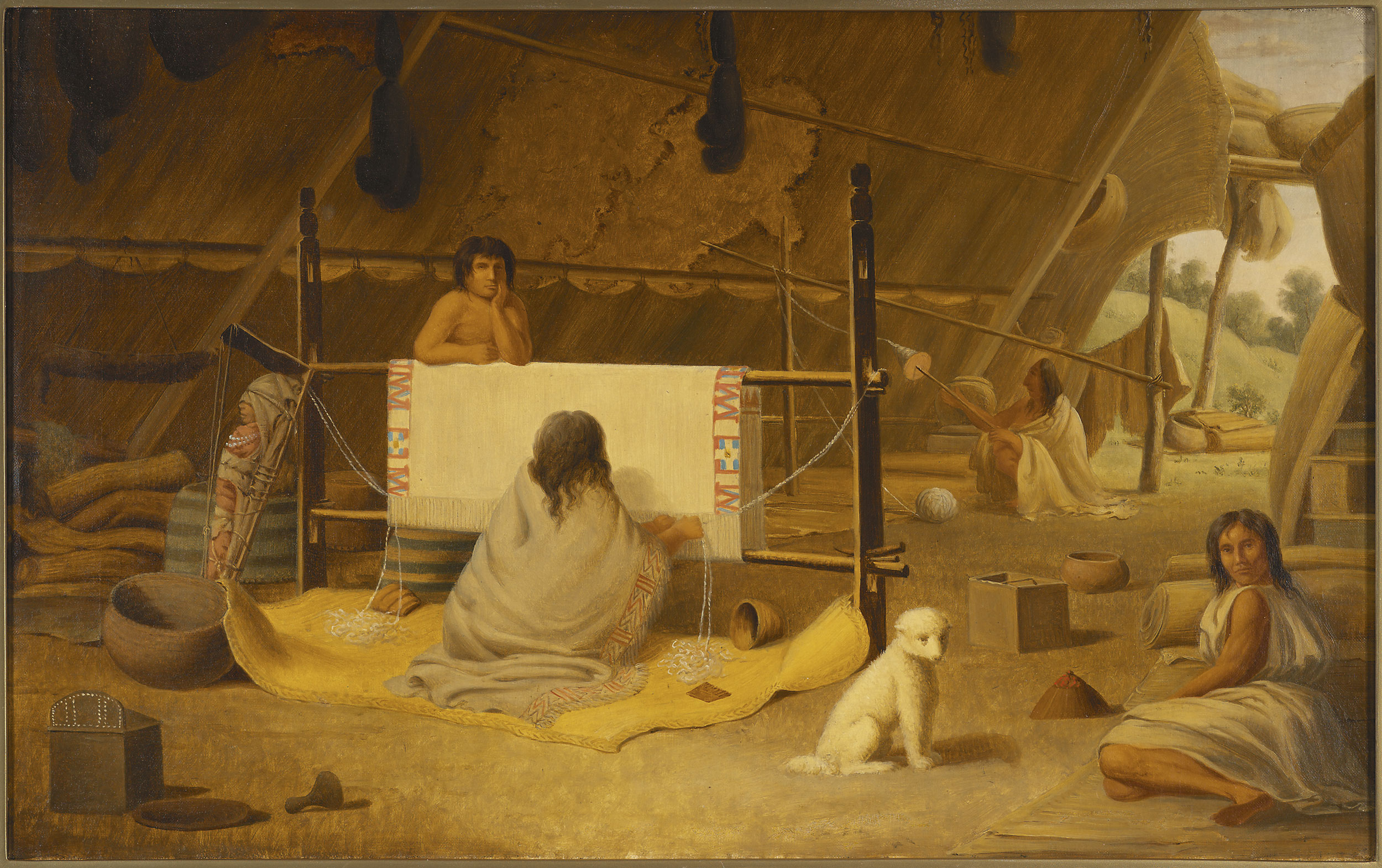
Mujer tejiendo un mantel (1856)
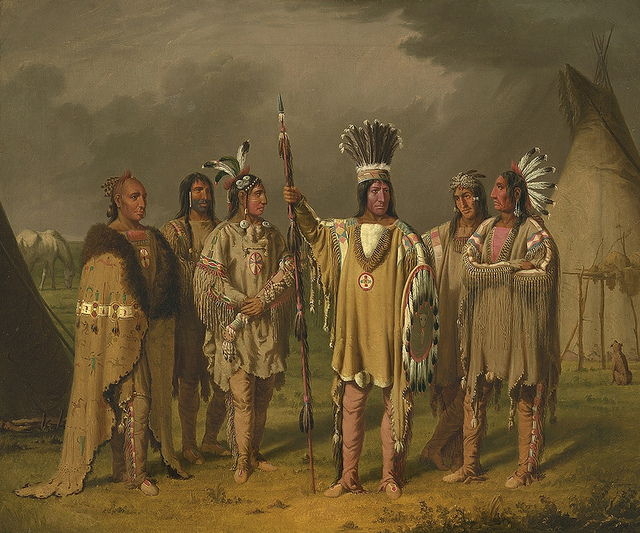
Seis jefes pies negros (1859)